# Geranium ayacuchense
Geranium ayacuchense är en näveväxtart som beskrevs av Reinhard Gustav Paul Knuth. Geranium ayacuchense ingår i släktet nävor, och familjen näveväxter. Inga underarter finns listade i Catalogue of Life.